# Boat on the River
"Boat on the River" là một bài hát viết năm 1979 của ban nhạc Styx, từ album Cornerstone của họ, nó được phát hành dưới dạng một đĩa đơn vào năm 1980, nhưng không có trong bảng xếp hạng của Hoa Kỳ, quê hương họ, tuy nhiên nó đã được phổ biến ở một số nước nói tiếng Đức, trở thành một hit top 5 trong các bảng xếp hạng của Đức, Áo và Thụy Sỹ (đạt vị trí thứ nhất ở bảng sau cùng) 
Bài hát có sự tham gia của Tommy Shaw với giọng hát chính và đàn mandolin, với Dennis DeYoung đi kèm với đàn accordion và giọng hát. Trong đoạn video cho bài hát, Chuck Panozzo, John Panozzo, và James Young đã chơi Contrabass, trống tambourine / trống bass và acoustic guitar tương ứng.

## Bảng xếp hạng
| Chart (1980)           | Hạng cao nhất |
| ---------------------- | ------------- |
| German Singles Chart   | 5             |
| Austrian Singles Chart | 2             |
| Swiss Singles Chart    | 1             |
| Dutch Top 40           | 29            |